# Affaire Dumas
 (juin 2025).
Motif : Il y a des infos, voire des sous-sections, qui doublonnent
L’affaire Dumas est une affaire politico-financière française dont les faits se sont déroulés au début des années 1990. Elle concerne des sommes détournées d’une entreprise pétrolière alors publique, Elf Aquitaine, par ses dirigeants : Loïk Le Floch-Prigent et Alfred Sirven. Dans le cadre de cette affaire, une grande partie de l’argent détourné a profité à Christine Deviers-Joncour qui était la maîtresse du ministre des Affaires étrangères de l’époque, Roland Dumas. Ce dernier qui avait été soupçonné de corruption et de complicité a finalement été reconnu innocent après son second procès.

## Contexte
En 1989, avec le retour de la gauche au gouvernement, Loïk Le Floch-Prigent est nommé PDG d’ELF Aquitaine. Alfred Sirven le rejoint en tant que « directeur des affaires générales ». Rapidement il intervient dans les réseaux de l’ombre, le financement des élus et des amis, la corruption de dirigeants africains (pratiques qui existaient auparavant).
Lorsque la droite revient au pouvoir en 1993, Loïk Le Floch-Prigent est limogé et Alfred Sirven doit quitter le groupe. L’« affaire Elf » démarre lorsque le nouveau PDG, Philippe Jaffré porte plainte et se constitue partie civile.

## Recrutement de Christine Deviers-Joncour

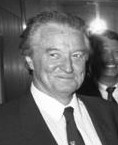
Roland Dumas.

Alfred Sirven recrute en 1991 Christine Deviers-Joncour qui est la maîtresse de Roland Dumas, alors ministre des Affaires étrangères. Il lui fournit un salaire de 50 000 francs par mois, une carte American Express, qu’elle peut utiliser sans compter. Enfin, il l’installe dans un appartement situé dans le même immeuble que lui, au 4 rue Robert-Estienne… avant de lui en offrir un autre - toujours sur les fonds d’Elf - 19 rue de Lille, dans le 7e arrondissement de Paris.
Christine Deviers-Joncour quittera Elf en 1993 en même temps qu’Alfred Sirven et Loïk Le Floch-Prigent.

## Lien avec l'affaire des frégates de Taïwan

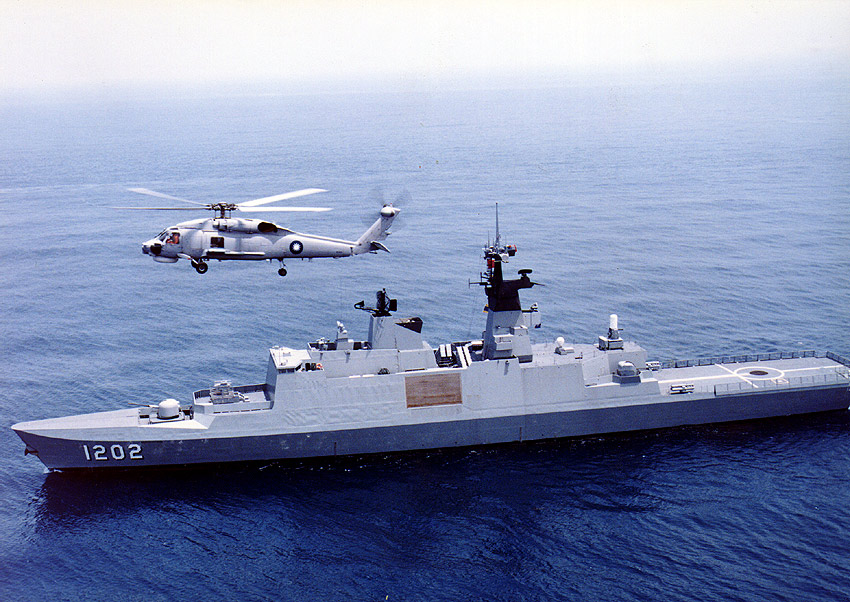
La frégate Kang Ding est l’une des six frégates fabriquées par la France.

En 1990, Thomson-CSF a recours à plusieurs réseaux d’« intermédiaires » dans le but de finaliser la vente de six frégates La Fayette à Taïwan. Alfred Sirven explique à Jean-François Briand, directeur général de Thomson, qu’un de ses contacts, Edmond Kwan, peut débloquer la situation.
Une convention est donc signée le 19 juillet 1990, entre Briand et Frontier AG, une société suisse représentant Kwan,. Christine Deviers-Joncour fait partie de ce réseau et lui transmet des informations. Il est alors prévu que le réseau touchera 1 % du contrat, soit 160 millions de francs. La somme aurait dû être versée à Frontier AG qui devait ensuite la retourner à la société irlandaise Travlane Haulage (contrôlée par Alfred Sirven) et à la société suisse Credito Privato Commerciale (contrôlée par Christine Deviers-Joncour).
En juin 1991, Jean-François Briand pense que ce réseau n’avait alors pas eu d’influence en Chine et refuse de payer Sirven. Il a peur également que cette somme serve à financer les partis politiques français. Il quitte Thomson à l’automne 1991 à la suite d'un différend avec Alain Gomez.
Le 2 septembre 1992, Frontier AG demande un arbitrage pour obtenir la somme voulue. En attente de la décision, Alfred Sirven verse 45 millions de francs provenant des comptes d’Elf à Christine Deviers-Joncour. Un tribunal arbitral présidé par José Pedro Pérez-Llorca condamne Thomson à payer 25 millions de dollars et 12 millions de francs français le 31 juillet 1996. Thomson, désormais présidée par Marcel Roulet, décide de porter plainte le 26 février 1997 contre X pour « tentative d’escroquerie ».

## Procédures et enquêtes

### Instruction

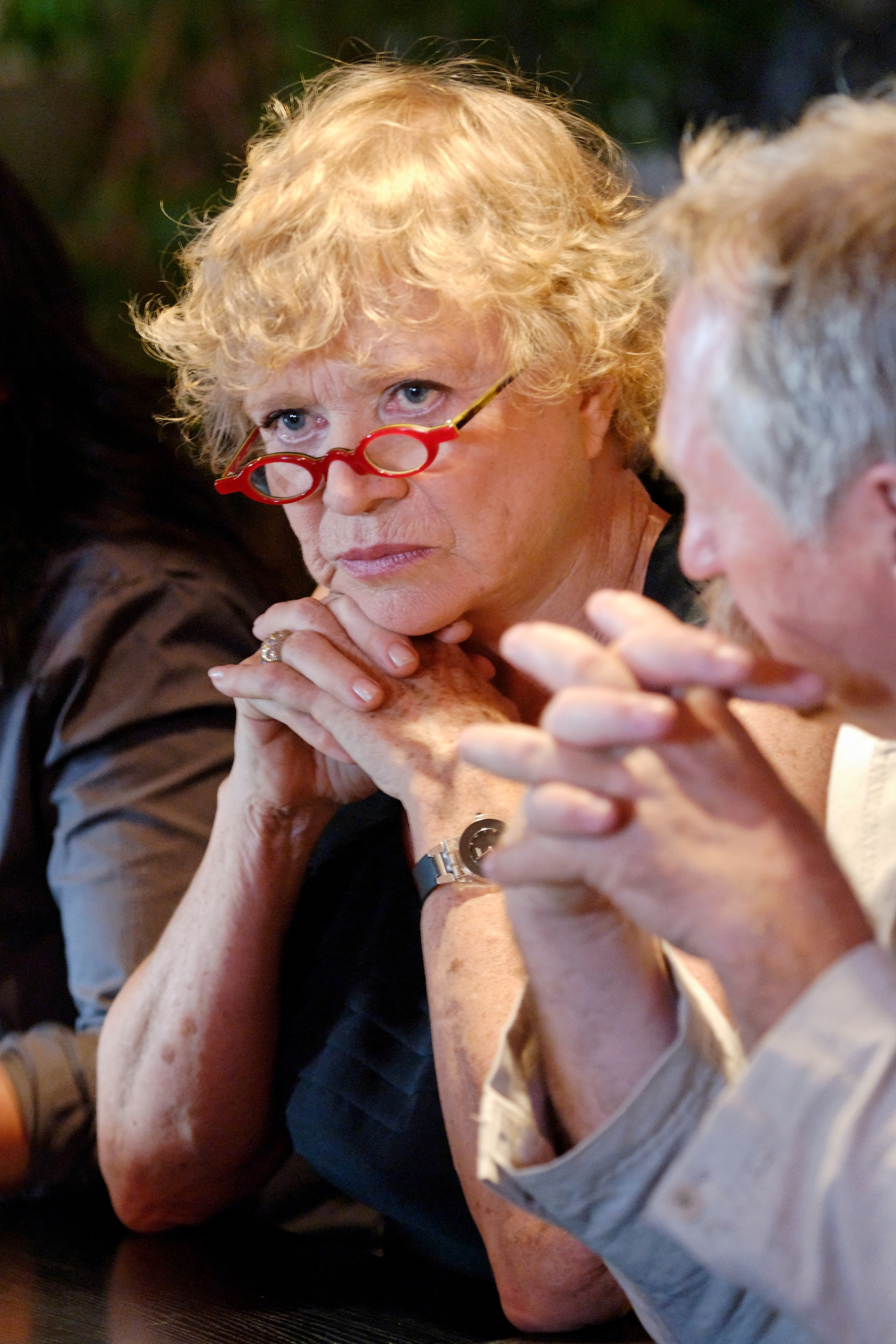
Eva Joly.

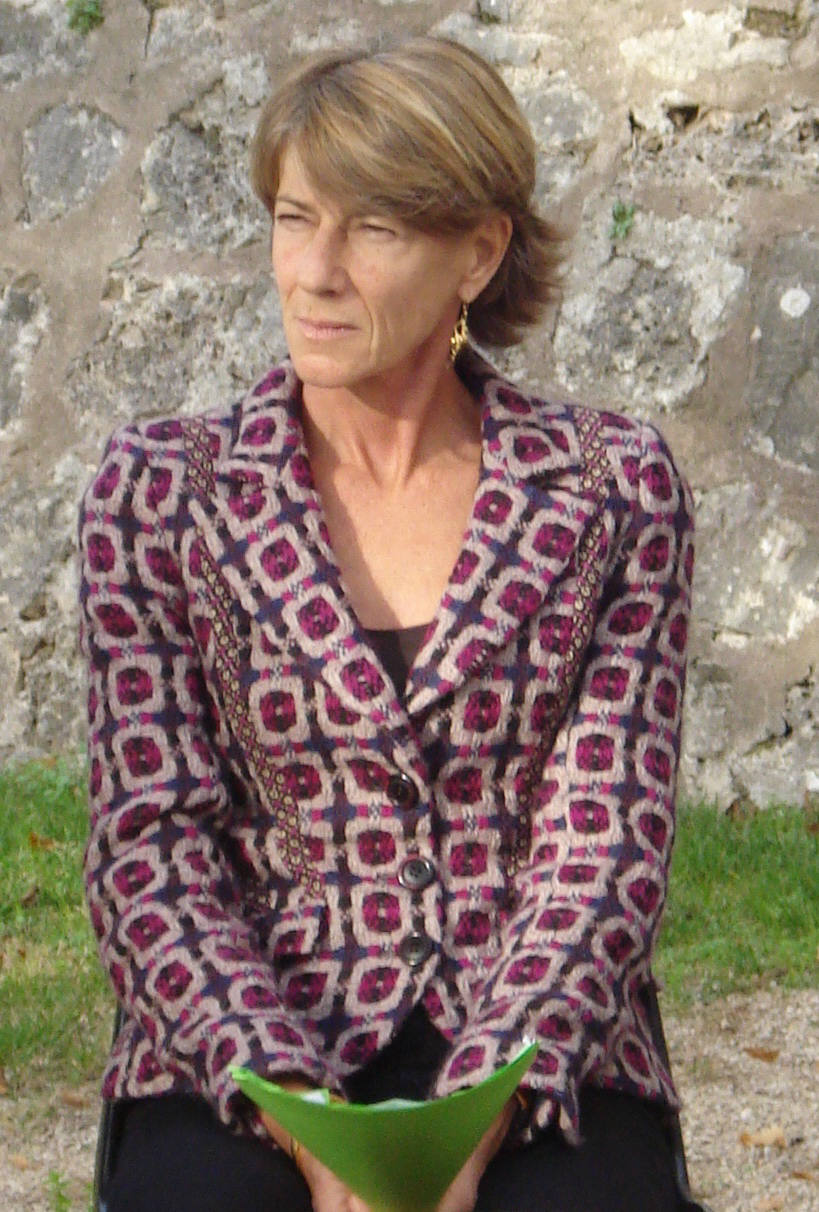
Laurence Vichnievsky.

Eva Joly va s’intéresser à cette affaire alors qu’elle travaillait, depuis août 1994 sur le renflouement du groupe Bidermann par Elf. Le 7 novembre 1997, Christine Deviers-Joncour est mise en examen pour « abus de biens sociaux, recel et complicité » par les juges Eva Joly et Laurence Vichnievsky. Les deux magistrates la soupçonnent d’avoir bénéficié d’un emploi de complaisance au sein du groupe. Elles s’interrogent aussi sur les conditions d’acquisition, en 1992, pour 17 millions de francs, d’un appartement qu’elle occupe, rue de Lille, à Paris.
Le 2 décembre 1997, Eva Joly découvre la commission de 45 millions de francs versée par Alfred Sirven depuis les fonds d’Elf. Puis grâce à une dénonciation anonyme elle comprend que celle-ci est revenue à Christine Deviers-Joncour. On dira plus tard que cette lettre anonyme avait pour but de détourner les juges du volet principal de l’affaire. Après la découverte d’importants mouvements bancaires sur son compte en 1991 et 1992 et une perquisition à son domicile, Roland Dumas est également mis en examen le 29 avril 1998. Christine Deviers-Joncour, qui dans un premier temps avait accusé le groupe Elf de l’avoir recruté en raison de sa situation de maîtresse de ministre, accuse pour la première fois le 3 mars 1999 Roland Dumas. Celui-ci se met alors en congé de la présidence du Conseil constitutionnel.
Le 22 novembre 1999, les juges Joly et Vichnievsky achèvent leur instruction et transmettent le dossier au parquet de Paris. Ce dernier requiert le renvoi en correctionnelle de Roland Dumas, Christine Deviers-Joncour, André Tarallo, Loïk le Floch-Prigent, Alfred Sirven, ainsi que Gilbert Miara et Jean-Claude Vauchez. Les juges Joly et Vichnievsky signent l’ordonnance de renvoi de M. Dumas et des autres mis en examen devant la 11e chambre correctionnelle du tribunal de Paris le 18 février 2000. Roland Dumas démissionne de son poste de président du Conseil constitutionnel puis est hospitalisé pour une opération de la hanche. Lorsque le procès s’ouvre le 9 juin, il est aussitôt reporté à 2001 en raison de l’état de santé de l’ancien ministre.
Un autre dossier, concernant l’achat par Roland Dumas de statuettes d’une valeur de 260 000 francs qui seront offertes à Christine Deviers-Joncour, est joint le 15 juillet 2000 au dossier principal.
Lors de cette instruction les commissions et rétro-commissions de la vente des frégates de Taïwan ne sont pas examinés par les juges et les deux volets sont séparés.
Un marchand de biens, Gilbert Miara est mis en examen le 28 novembre 1997. Il a joué les intermédiaires dans l’acquisition de l’appartement de la rue de Lille.
Quant à Alfred Sirven, parti de Genève dès 1997, il est localisé en 2000 aux Philippines où il sera finalement arrêté le 2 février 2001 pour être expulsé vers la France (officiellement à la suite de son entrée aux Philippines avec un faux passeport). Eva Joly débouche alors le champagne pour récompenser les policiers chargés du dossier.

### Premier procès
Le 31 mai 2001, le tribunal correctionnel de Paris déclare
- Alfred Sirven coupable d’« abus de biens sociaux » et « complicité d’abus de biens sociaux », il est condamné à quatre ans de prison et 2 millions de francs d’amende.
- Loïk Le Floch-Prigent : trois ans et demi de prison et 2,5 millions de francs d’amende pour « abus de biens sociaux »,
- Christine Deviers-Joncour : trois ans de prison, dont 18 mois avec sursis, et 1,5 million de francs d’amende pour « recel d'abus de biens sociaux »,
- Gilbert Miara : 18 mois d'emprisonnement et 1 million de francs d'amende pour « complicité et recel d’abus de biens sociaux »,
- Roland Dumas : 30 mois de prison, dont deux ans avec sursis et 1 million de francs d'amende pour « recel d’abus de biens sociaux ».
- André Tarallo, et Jean-Claude Vauchez sont relaxés.

Les condamnés doivent en outre solidairement verser 64 311 410 francs à Elf Aquitaine, partie civile, la solidarité étant limitée à 800 000 francs pour Roland Dumas.
Le tribunal relaxe Roland Dumas des faits d’abus de biens sociaux qui lui étaient reprochés mais estime qu’il n’aurait pas dû tirer avantage de la fortune de Christine Deviers-Joncour qu’il savait illicite. Le tribunal donne un rôle majeur à Alfred Sirven qui a été à l’origine de l’embauche de Christine Deviers-Joncour.
En 2002, Jean-Pierre Thiollet écrit dans son livre Les Dessous d'une Présidence  « Que cela plaise ou non, Christine Deviers-Joncour est l'une des femmes clés de notre époque qu'elle incarne ».

### Procès en appel
Le 29 janvier 2003, la 9e chambre de la Cour d'appel de Paris relaxe Roland Dumas, les autres peines sont légèrement modifiées :
- Alfred Sirven : trois ans de prison ferme et 352 898 euros d'amende,
- Loïk Le Floch-Prigent, 30 mois de prison ferme et à 352 898 euros d’amende,
- Christine Deviers-Joncour : 30 mois de prison, dont 18 ferme et à 152 759 euros d’amende,
- Gilbert Miara, 2 ans de prison, dont 1 ferme[20].

Contrairement au premier procès, les juges estiment que « les éléments de la procédure ne démontrent pas que Roland Dumas ait eu connaissance dès l’origine du caractère fictif de l’emploi de Christine Deviers-Joncour » et considère seulement blâmable le « comportement de Roland Dumas qui ne s’est pas éloigné de son entourage quand il a connu les faits qualifiés de délictueux par la cour ». Christine Deviers-Joncour est, quant à elle, revenue sur un certain nombre de ses déclarations à l’encontre de l’ancien ministre faites durant l’instruction,.

### Instruction dans l'affaire des frégates
Le 1er octobre 2008, le juge Renaud Van Ruymbeke termine son instruction concernant l’affaire des frégates. Il conclut que le détournement était en fait une escroquerie envers Elf, et que l’argent détourné n’a jamais été utilisé dans le cadre du marché des frégates. De même il rend un non-lieu pour Christine Deviers-Joncour, Gilbert Miara, et Edmond Kwan.
L'« affaire Dumas » n'est en fait qu'un volet de l'affaire Elf et de l'affaire des frégates de Taïwan.
Roland Dumas est un ancien ministre des Affaires étrangères, proche de François Mitterrand. L'affaire Dumas concerne un possible trafic d'influence vers Roland Dumas orchestré par Alfred Sirven par le biais de Christine Deviers-Joncour, maîtresse du premier. Ce trafic aurait eu lieu en marge de la vente à Taïwan en 1991 de 6 frégates Lafayette, équipées par la société Thomson CSF (Voir Affaire des frégates de Taïwan).

## Un volet de l'affaire Elf
Le nom du président du Conseil constitutionnel est apparu plusieurs fois dans l'enquête sur l'affaire Elf. Ce fut d’abord une lettre anonyme au sujet d’un luxueux appartement parisien occupé par Christine Deviers-Joncour et dont les conditions d’acquisition suscitaient un certain nombre d’interrogations.
Lors de la perquisition de l’appartement parisien de Christine Deviers-Joncour, le nom de Roland Dumas apparaît une troisième fois : les enquêteurs découvrent une lettre de 1992 de Michel Charasse, ministre du budget, à Roland Dumas, faisant référence à une intervention de Roland Dumas et signalant que l’administration fiscale pourrait renoncer à un redressement à l’encontre d’une des sociétés de Christine Deviers-Joncour.

## Les points soulevés par l'enquête

### L’appartement parisien de Christine Deviers-Joncour
L’appartement parisien (sis au 19, rue de Lille)
de Christine Deviers-Joncour fut au centre de toutes les recherches. Roland Dumas a toujours nié avoir joué un rôle dans cette transaction immobilière. Mme Joncour a  reconnu l’avoir acheté elle-même avec une partie de la commission sur la vente des frégates sur l’ordre de l’ancien directeur des « affaires générales » d’Elf, Alfred Sirven. Elle a précisé avoir acheté l’appartement non pour elle mais pour le compte d’Alfred Sirven. À aucun moment elle n’a désigné Roland Dumas parmi les protagonistes de la transaction.
Mais un témoignage, celui de la gardienne de l’immeuble, fait état de l’apparition de Roland Dumas dans la cour de l’appartement avant la conclusion de la transaction, ce qui laisse supposer qu’il était au courant. Un autre témoignage, celui d’un avocat dont le cabinet est situé au rez-de-chaussée de l’immeuble, confirme l’autre témoignage. Mais ces déclarations n’apportent pas la preuve que M. Dumas a participé aux transactions.

### Les ressources et le patrimoine de Roland Dumas
La direction générale des impôts a décidé d’engager une vérification sur les ressources et le patrimoine de Roland Dumas. Il a reconnu avoir dissimulé des « broutilles » au fisc.

## Historique
- Janvier 1997 : Deux lettres anonymes mettent sur la piste les juges Eva Joly et Laurence Vichnievsky, qui ordonnent une perquisition au siège d'Elf Aquitaine, pour les besoins de leur enquête sur le train de vie d'une ancienne salariée du groupe, Christine Deviers-Joncour.
- Considérée comme une proche de l’ancien ministre des affaires étrangères, Roland Dumas, Christine Deviers-Joncour est incarcérée depuis le 7 novembre 1996. À travers elle, c’est l’actuel président du Conseil constitutionnel qui intéresse les enquêteurs. Roland Dumas demande alors la saisine de la Cour de justice de la République, seule habilitée à juger un ancien ministre pour des faits commis durant ses fonctions.
- 27 janvier 1998 : Perquisition au domicile et au cabinet d’avocat de Roland Dumas, motivée par la découverte d’importants mouvements bancaires sur un des comptes de l’ancien ministre de la fin 1991 au début 1992. Les enquêteurs cherchent à établir un lien entre ces mouvements et la commission perçue par Mme Deviers-Joncour, amie et maîtresse de Roland Dumas, lors de la vente des frégates. Différents documents personnels ont été saisis (carnets, agendas), dans lesquels apparaît plusieurs fois le nom de Christine Deviers-Joncour.
- Emprisonnée depuis le 7 novembre, l’ancienne collaboratrice du groupe Elf, où elle était chargée d’une mission de « relation publique » auprès de Roland Dumas, reconnaît être intervenue pour faire pression sur l’ancien ministre, et ce à la demande d’Alfred Sirven, sous le coup d’un mandat d’arrêt international.
- L’examen des comptes de Roland Dumas a mis en évidence un versement en espèces de 800 000 francs, ainsi que d’autres versements toujours en espèces, de 500 000 francs et 250 000 francs. Ces dépôts auraient été effectués par une femme, qui possédait elle aussi un compte dans le même établissement, tout en disposant de la signature sur le compte de M. Dumas.
- Un autre mouvement a retenu l’attention des juges. Il s’agit d’un virement bancaire de 3,5 millions de francs, durant la même période, en provenance d’un compte bancaire étranger, dont le titulaire serait l’État congolais. Ce versement pourrait être lié aux activités d’avocat de M. Dumas.
- 18 mars 1998 : Roland Dumas est convoqué au cabinet des juges d’instruction Eva Joly et Laurence Vichnievsky.
- 28 août 1991 : Christine Deviers-Joncour a réglé, avec sa carte de crédit Elf-Aquitaine International, la facture de 11 000 francs d’une paire de chaussures destinée à Roland Dumas, fabriquées sur mesure chez Berluti, célèbre bottier parisien. Les enquêteurs ont découvert, dans cet établissement, un second bon de commande, pour une paire de chaussures au prix de 13 000 francs, sur lequel figurent les noms de l’ancien directeur du cabinet de Roland Dumas au Quai d’Orsay, Bernard Kessedjian, de sa secrétaire et aussi de Mme Joncour.
- 29 avril 1998 : Les doutes des deux juges quant à l’examen des comptes bancaires, ainsi que les cadeaux acceptés sans preuve de remboursement, les amènent à mettre en examen Roland Dumas pour « abus de biens sociaux » et « complicité d’abus de biens sociaux ».
- Mai 1998 : une nouvelle pièce à conviction est ajoutée au dossier. En 1990, l’amie de Roland Dumas, alors chargée de mission à la présidence du groupe Elf-Aquitaine, adressait un mot de remerciement à la filiale genevoise du groupe, après le versement d’une subvention de 1 million de francs à la société de communication Kairos. Ce mot est rédigé sur une carte de visite frappée de l’entête du ministère des affaires étrangères. La société Kairos avait été créée et dirigée par Christine Joncour. Ses travaux avaient pour unique client le ministère des affaires étrangères, sous l’autorité à l’époque de Roland Dumas. Dans le même temps, les fonctions de Mme Joncour à Elf consistaient à assurer les « relations publiques » entre le groupe et le ministre, c’est-à-dire faire du « lobbying » auprès de lui, selon l’expression des journalistes du Monde, du Figaro, de l’Express, du Point et de Roland Dumas lui-même.
- 24 mars 1999 : Yves Guéna, RPR, doyen d’âge des membres du Conseil constitutionnel, est officiellement nommé président par intérim du Conseil au lendemain de la mise en congé volontaire de Roland Dumas.
- Décembre 1999 : la somme de 1 million de francs est versée par chèque pour le financement d’une exposition. Pour Christine Deviers-Joncour, c’est Roland Dumas qui lui a demandé de faire voyager cette exposition, et la première entreprise à laquelle elle s’est adressée est évidemment Elf. Son ancien associé dans la SARL Kairos a expliqué que le chiffre d’affaires de la société venait exclusivement du ministère des affaires étrangères, et que la société était financée pour la quasi-totalité par Elf. Cela pourrait donc accréditer l’idée, aux yeux des juges, que M. Dumas disposait d’une autorité suffisante sur les dirigeants d’Elf pour obtenir des faveurs au profit de sa protégée.
- 3 juin 1998 : Roland Dumas est entendu par les juges. Il prendra la défense de Christine Deviers-Joncour en insistant sur l’importance de ses fonctions au sein d’Elf, importance contestée par les juges qui, ayant découvert son véritable rôle, estiment qu’il s’agissait d’un emploi de complaisance. Il a affirmé n’être pour rien dans son recrutement, et son influence se serait développée par la suite. Pour lui, c’était Elf ou Loïk Le Floch-Prigent qui s’exprimait par son intermédiaire. Il a également assuré aux juges qu’il n’était nullement intervenu dans la nomination de Loïk Le Floch-Prigent à la tête d’Elf, en 1989. Roland Dumas, pour appuyer ses propos, a montré une lettre rédigée à son intention par l’ancien ministre de l’industrie, Roger Fauroux, et datée du 28 mai 1989, confirmant que le choix du PDG d’Elf fut arrêté en dehors du ministre des affaires étrangères. En ce qui concerne l’acquisition en 1992, par Christine Deviers-Joncour, du luxueux appartement de 17 millions de francs grâce à des fonds soustraits au groupe Elf, M. Dumas a affirmé qu’il ignorait la provenance de ses ressources. Quant aux différentes invitations à déjeuner ou à dîner, il est incapable de dire comment elle a payé et dit ne pas avoir « l’esprit curieux ».
- Roland Dumas sera entendu en tout à quatre reprises. À chaque fois, il nie toutes les accusations et défend Christine Deviers-Joncour. Pour justifier les importants dépôts en espèces effectués sur son compte personnel, il a d’abord invoqué les économies réalisées lorsqu’il était avocat et la vente de lingots d’or. Or, ces éléments auraient dû figurer sur sa déclaration pour l’impôt sur la fortune mais ils n’apparaissent pas. Les espèces viendraient également de la vente d’œuvres d’art. Enfin, l’emprunt de 500 000 francs effectué auprès d’un ami d’enfance n’a jamais été déclaré aux impôts.
- Quatre mois après la mise en examen de Roland Dumas pour « complicité et recel d’abus de bien sociaux », ses avocats, Me Jean-René Farthouat et François Tosi, dans un long courrier adressé aux deux juges d’instruction Eva Joly et Laurence Vichnievsky, émettent de sévères critiques sur les « méthodes et la manière de procéder » des deux magistrats. Estimant que les cinq interrogatoires n’ont apporté aucun élément étayant les présomptions retenues contre lui, ses avocats demandent « qu’une ordonnance de non-lieu intervienne sans délai » en sa faveur.
- Octobre 1998 : La sortie du livre de Christine Deviers-Joncour, intitulé " La Putain de la République " éclaire publiquement l’affaire Dumas. Dans ce plaidoyer pro domo, l’ancienne « chargée de mission » d’Elf Aquitaine lève le voile sur la relation amoureuse entretenue avec Roland Dumas, débutée avant que celle-ci n’entre chez Elf, et raconte comment elle fut rémunérée par Elf en raison de cette relation intime avec M. Dumas, dans le but de le faire changer d’avis sur la vente des frégates. Une nouvelle pièce vient s’ajouter au dossier des deux juges. M. François, ami d’enfance de Roland Dumas, a confirmé l’existence du fameux prêt.
- 13 mai 1999 : Une nouvelle perquisition a lieu au domicile parisien de Roland Dumas, au cours de laquelle deux statuettes grecques sont saisies. Le parquet avait ouvert, le 29 avril, une information judiciaire sur l’achat de ces objets d’art antiques, dont un lot avait été acquis en 1990 par Christine Deviers-Joncour grâce à l’argent d’Elf-Aquitaine, puis offert à M. Dumas. Sur les treize pièces achetées par son ancienne compagne, Roland Dumas assure n’en avoir reçu que cinq, précisant que trois avaient été cassées depuis. Au cours du même mois, Roland Dumas se désiste de l’action judiciaire qu’il avait entreprise, devant le tribunal correctionnel de Paris, contre le journal Le Monde, du chef de « pressions contre la justice ».
- Juin 1999 : Roland Dumas est une nouvelle fois mis en examen pour « recel d’abus de biens sociaux » dans la cadre de l’enquête sur les statuettes antiques qui lui avaient été offertes en 1990. Ces objets d’art avaient été acquis, au prix de 264 000 francs par Mme Joncour. Devant ces faits, les juges ont donc estimé qu’il s’agissait de « cadeau-corruption ».
- 9 février 2000 : Dans un réquisitoire adressé aux juges d’instruction Eva Joly et Laurence Vichnievsky, le procureur de la République de Paris, Jean-Pierre Dintilhac, demande le renvoi de Roland Dumas devant le tribunal correctionnel. Le parquet tient pour établi que Roland Dumas a tiré profit des détournements commis par Christine Deviers-Joncour. Même si aucun lien n’a été démontré entre les sommes perçues en Suisse par Mme Deviers-Joncour et les très nombreux dépôts en espèces enregistrés durant la même période sur les comptes personnels de Roland Dumas, le procureur rappelle que Roland Dumas ne dispose d’aucun élément pour justifier l’origine de ces fonds et ne semble pas en avoir déclaré le montant au fisc. De plus, pour lui, Roland Dumas savait que les fonds dont il profitait et que l’appartement qu’il utilisait avaient une origine frauduleuse.
- 3 février 2001 : Alfred Sirven, homme-clé de l’affaire Elf, est finalement interpellé aux Philippines. Maillon essentiel à la compréhension de l'affaire Dumas, c’est lui qui aurait dit à l’un des directeurs d’Elf, André Tarallo, que Christine Deviers-Joncour avait été embauchée à la demande de Roland Dumas, pour un emploi que l’accusation estime de complaisance. De même, c’est sur lui que la défense de Loïk Le Floch-Prigent s’est défaussée, laissant entendre que toutes les décisions litigieuses avaient été prises par Alfred Sirven seul.

## Procès en première instance
- 23 janvier 2001 : Le procès de Roland Dumas s’ouvre donc devant la onzième chambre correctionnelle du tribunal de Paris, présidée par Sophie Portier. Alfred Sirven, homme clé des montages occultes d’Elf, est toujours en fuite.
- Protestant de son innocence, l’ami proche de l’ancien président de la République François Mitterrand n’a jamais cessé de dénoncer le « complot judiciaire » qui aurait été dirigé contre lui, ainsi que la « campagne de calomnies » dont il serait la cible.
- 26 janvier 2001 : Troisième journée du procès. Roland Dumas entre donc en scène devant le tribunal correctionnel de Paris. L’ancien ministre assure n’avoir jamais fait la moindre démarche en faveur de la nomination de son ancienne maîtresse par le groupe Elf. Rejoignant les propos de Christine Deviers-Joncour, Roland Dumas indique de plus qu’il existait selon lui, « une sorte de deuxième service » entretenu par Alfred Sirven au sein d’Elf. À propos de la nomination de Christine Joncour, Roland Dumas s’insurge : en 1989, c’était le bicentenaire de la Révolution, la présidence de la France à la Communauté européenne, le G7, la visite de Michael Gorbatchev, et il avait d’autres préoccupations plus importantes que le travail de Mme Joncour.
- En ce qui concerne les bottines, Roland Dumas dit ne pas avoir été là pour les chercher, et c’est Christine Deviers-Joncour qui les a payés, en ajoutant : «  j’ai dû la rembourser en espèces le lendemain ». Ce dont Christine Deviers-Joncour ne se souvient pas. Roland Dumas ajoute : «  Comment croire que l'on puisse acheter un ministre d’État avec une paire de chaussures, fussent-elles d’un prix élevé ? ».
- À propos du collage d’Ernest Pignon-Ernest, payé en espèces par Mme Deviers-Joncour, facturé au nom de M. et Mme Dumas, Mme Joncour s’exclame : « Mais il est à moi ! Roland Dumas a juste négocié le prix ».
- En ce qui concerne l’appartement : lors de son audition du 30 janvier 2001, l’ancien ministre se défend d’avoir visité l’appartement avant son achat, ce qu’affirme pourtant la gardienne de l’immeuble. « Je n’ai jamais su que Mme Deviers-Joncour avait reçu de l’argent de M. Sirven ou d’Elf. Je n’étais pas professeur de morale ». Selon Christine Deviers-Joncour, l’achat de l’appartement, dont Roland Dumas connaissait le mode de financement, était le fruit d’une promesse d’Alfred Sirven, alors directeur des affaires générales d’Elf et bras droit de Loïk le Floch-Prigent. Un engagement pris en ces termes : « Dis à ton ministre que si Loïk est nommé, il y aura une clé en or pour abriter vos amours. » Pour Roland Dumas, il n’a jamais entendu cette expression, « ce n’est pas mon langage ». Il évoque l’actualité chargée de cette époque.
- Puis l’audience glisse sur l'affaire des frégates de Taïwan, dont la vente fut longtemps bloquée pour des raisons diplomatiques. La présidente rappelle que M. Dumas a bénéficié d’un non-lieu l’exonérant de toute responsabilité dans le deuxième versement perçu par Mme Deviers-Joncour (45 millions de francs en janvier 1992), et dont celle-ci affirme qu’il était lié au contrat des frégates.
- Roland Dumas, qui admet avoir su que sa maîtresse menait auprès de lui une activité de lobbying, remet au tribunal les trois feuillets d’une note sur les frégates qu’elle lui aurait remise en 1990 pour infléchir sa position. La présidente rappelle alors que le président de Thomson, Alain Gomez, s’était inquiété auprès de lui de ce qu’une « fille de Limoges » (Christine Deviers-Joncour) lui réclamait une commission sur la vente des frégates. « Je lui ai dit de ne pas payer s'il avait un doute ! », indique Roland Dumas.
- 21 mars 2001 : Le substitut du procureur de la République rend son réquisitoire. Il réclame des peines très sévères contre les principaux prévenus de l’affaire. Contre Roland Dumas, il demande deux ans de prison ferme, 2,5 millions de francs d’amende, cinq ans d‘interdiction de droits civiques et d‘exercer toute fonction publique. Il l'accuse d’avoir « renoncé au devoir moral qu’imposait sa fonction ». Cinq ans d’emprisonnement et 2,5 millions de francs d’amende sont requis contre Loïk Le Floch Prigent et son bras droit Alfred Sirven. De même, il est réclamé trois ans de prison ferme et 2,5 millions de francs d’amende contre l’homme d’affaire Gilbert Miara, et trois ans de prison dont un avec sursis et un million de francs d’amende contre Christine deviers-Joncour.
- Pour M. Champrenault, le caractère fictif de l’emploi de Mme Deviers-Joncour est démontré « par ses mensonges, mais aussi par la réalité, puisqu’elle n’eut jamais ni bureau ni contacts au sein de l’entreprise. » L’action de M. Dumas en faveur de cette embauche est selon lui « décisive ». Il se serait agi d’une contrepartie à la nomination de Loïk le Floch-Prigent. La même thèse prévaut pour expliquer le versement des 14 millions de francs, destinés à l’achat du somptueux appartement. Le magistrat a estimé que M. Le Floch-Prigent ne pouvait ignorer le versement des importantes commissions - la seconde, selon lui, celle de 45 millions, étant liée au marché des frégates vendues, en 1991, par Thomson à Taiwan : le fruit de la mise en place d’un réseau de lobbying, dont la charge est venue s’ajouter à la trésorerie d’Elf.
- Quant aux différents « cadeaux » de Christine Deviers-Joncour selon les termes de l’ancien ministre, le substitut a estimé que «  Roland Dumas avait immanquablement connaissance de l’origine frauduleuse des fonds ».
- Le procès de Roland Dumas s’achève le mercredi 21 mars 2001.
- Le 30 mai 2001, la chambre du tribunal correctionnel de Paris condamne Roland Dumas à six mois de prison ferme, deux ans avec sursis et 1 million de francs d’amende pour « recel d’abus de biens sociaux ». Loïk Le Floch-Prigent est condamné à trois ans et demi d’emprisonnement, et Alfred Sirven quatre ans ferme. Christine Deviers-Joncour est condamnée à trois ans de prison dont dix-huit avec sursis. Tous font appel.

## Procès en appel
L’arrêt de la cour d’appel de Paris fait savoir que :
- Rien ne démontre que Roland Dumas ait eu connaissance du caractère fictif de l’emploi de Christine Deviers-Joncour
- En ce qui concerne l’appartement, en dehors des deux visites qu’il a faites, aucune intervention de sa part quant à l’acquisition de l’appartement n’est démontrée, et, en conséquence la cour confirme la relaxe du chef de complicité d’abus de biens sociaux
- En ce qui concerne les dépenses de restaurant et de voyages payés au moyen de la carte de crédit d’Elf, cette accusation se fonde sur les accusations de Christine Deviers-Joncour et les agendas de Roland Dumas attestent qu’il était absent de Paris aux dates figurant sur certains de ces tickets
- Considérant que la seule dépense payée au moyen de la carte de crédit est celle concernant l’achat des bottines Berluti, Roland Dumas affirme avoir remboursé la somme de 11 000 francs
- S’agissant d’un service normalement rendu entre amis proches, il ne s’est pas inquiété de savoir comment Christine Deviers-Joncour avait réglé la facture et s’était seulement préoccupé de la rembourser. Dans ce cas, l’élément intentionnel du délit n’étant pas démontré, la cour relaxe Roland Dumas de ce chef de poursuite
- En ce qui concerne les statuettes antiques, étant donné qu’au moment de l’achat Roland Dumas n’avait pu acquérir la conviction que Christine Deviers-Joncour bénéficiait d’un emploi de complaisance, la cour relaxe le prévenu de ce chef de poursuite.
- Le 29 janvier 2003, Roland Dumas est donc relaxé par la cour d’appel de Paris. Les autres condamnés ont vu leurs condamnations confirmées, mais avec des peines moins lourdes qu’en première instance. Loïk Le Floch-Prigent est condamné à trente mois de prison ferme, Alfred Sirven à 3 ans de prison. Christine Deviers-Joncour est condamnée à 30 mois de prison dont 18 fermes.